# سوتیلوفکا
سوتیلوفکا (به لاتین: Svetilovka) یک منطقهٔ مسکونی در روسیه است که در استان آمور واقع شده‌است.